# Adam Ostrowski (śpiewak)
Adam Ostrowski (ur. w 1872 lub 1873, najprawdopodobniej w Warszawie, zm. 29 kwietnia 1921 tamże) – polski śpiewak operowy (bas), reżyser teatralny i kierownik teatru.

## Życiorys
Pochodził z rodziny o teatralnych tradycjach - aktorami byli: jego matka Alojza Żółkowska oraz dziadek Alojzy Żółkowski. Uczył się śpiewu u Witolda Aleksandrowicza. W czerwcu 1898 roku debiutował na deskach Warszawskich Teatrów Rządowych w Aidzie (partia Ramfisa). Pomimo krytyki występu otrzymał angaż do zespołu, w którym występował do stycznia 1903 roku. W kolejnych latach wyjechał za granicę, gdzie kontynuował studia wokalne. W tym okresie występował m.in. w Bolonii, Buenos Aires i Montevideo. Powrócił przed 1906 rokiem, kiedy to wystąpił w Teatrze Wielkim w Warszawie. Z zespołem tym był związany - występując i reżyserując - aż do samobójczej śmierci w 1921 roku.

W okresie 1907–1911 związanym z przekształceniami własnościowymi Opery (zarząd przez dzierżawców i zrzeszenia) angażował się w utrzymanie dotychczasowego charakteru zespołu. Po wybuchu I wojny światowej brał udział w koncertach dobroczynnych, a po wyjściu Rosjan z Warszawy w sierpniu 1915 roku, brał udział w inauguracji polskiego repertuaru sceny w październiku tegoż roku (wystawiono wówczas Halkę Stanisława Moniuszki). Z początkiem 1916 roku przejął kierownictwo Opery w komisji zarządzającej Teatrem Wielkim. Zespołem kierował jeszcze raz - w okresie od listopada 1918 roku do objęcia kierownictwa Opery przez Emila Młynarskiego w 1919 roku. Po odzyskaniu niepodległości przez Polskę wystąpił m.in. w przedstawieniu inaugurującym pierwsze obrady Sejmu Rzeczypospolitej Polskiej w dniu 16 października 1919 roku, składającym się z fragmentów oper polskich. Był również członkiem Rady Artystycznej Związku Artystów Scen Polskich, powołanej na I Zjeździe w 1919 roku.